# Карканак
Карканак (перс. كركانك) — село в Ірані, у дегестані Хондаб, у Центральному бахші, шагрестані Хондаб остану Марказі. За даними перепису 2006 року, його населення становило 144 особи, що проживали у складі 31 сім'ї.

## Клімат
Середня річна температура становить 12,72 °C, середня максимальна – 31,68 °C, а середня мінімальна – -9,60 °C. Середня річна кількість опадів – 276 мм.
| Клімат поселення                              | Клімат поселення | Клімат поселення | Клімат поселення | Клімат поселення | Клімат поселення | Клімат поселення | Клімат поселення | Клімат поселення | Клімат поселення | Клімат поселення | Клімат поселення | Клімат поселення | Клімат поселення |
| Показник                                      | Січ.             | Лют.             | Бер.             | Квіт.            | Трав.            | Черв.            | Лип.             | Серп.            | Вер.             | Жовт.            | Лист.            | Груд.            |                  |
| Середній максимум, °C                         | 8,38             | 10,83            | 15,34            | 20,38            | 24,24            | 30,75            | 31,68            | 30,83            | 26,12            | 21,07            | 14,99            | 8,88             |                  |
| Середня температура, °C                       | −0,6             | 1,84             | 6,36             | 11,39            | 15,27            | 21,76            | 25,51            | 24,68            | 19,96            | 14,92            | 8,84             | 2,72             |                  |
| Середній мінімум, °C                          | −9,6             | −7,14            | −2,63            | 2,40             | 6,26             | 12,76            | 19,37            | 18,54            | 13,82            | 8,78             | 2,70             | −3,42            |                  |
| Норма опадів, мм                              | 43               | 34               | 48               | 37               | 34               | 8                | 0                | 1                | 1                | 7                | 24               | 39               |                  |
| Середньомісячна швидкість вітру, м/с          | 1.70             | 2.08             | 2.89             | 3.06             | 2.70             | 2.60             | 2.60             | 2.56             | 2.36             | 2.17             | 1.99             | 1.42             |                  |
| Середньомісячна сонячна радіація, кДж/м²·день | 8949             | 12234            | 14664            | 18117            | 22271            | 26930            | 25916            | 23947            | 20839            | 15384            | 10853            | 8850             |                  |
| --------------------------------------------- | ---------------- | ---------------- | ---------------- | ---------------- | ---------------- | ---------------- | ---------------- | ---------------- | ---------------- | ---------------- | ---------------- | ---------------- | ---------------- |
| Джерело:                                      |                  |                  |                  |                  |                  |                  |                  |                  |                  |                  |                  |                  |                  |